# 安东·科罗博夫
安东·科罗博夫（烏克蘭語：Антон Коробов，1985年6月25日—），乌克兰国际象棋棋手。他于2003年获国际象棋特级大师称号。
科罗博夫是2010年、2012年两届乌克兰国际象棋全国冠军，并获得了2013年欧洲国际象棋超快棋锦标赛冠军。